# IC 1266
IC 1266 — галактика типу PN (планетарна туманність) у сузір'ї Жертовник.
Цей об'єкт міститься в оригінальній редакції індексного каталогу.